# 브리티시 에어웨이스 i360
브리티시 에어웨이스 i360(영어: British Airways i360)은 잉글랜드 이스트서식스주 브라이턴 해안가 있는 전망타워로, 이전 웨스트 피어 육지 끝에 위치하고 있다. 2016년 8월 4일 개장하였다. 관광객들은 브라이턴, 사우스다운스, 영국 해협을 360도 바라볼 수 있다.
i360은 2019년 3월 11일 오전 11시 탑승 때, 백만번째 승객을 태웠다.